# Bellator 214
Bellator 214: Fedor vs. Bader è stato un evento di arti marziali miste tenuto dalla Bellator MMA il 26 gennaio 2019 al The Forum di Inglewood negli Stati Uniti.

## Risultati
|                                        | Divisione              |                |           |                   | Metodo                                      | Round     | Tempo     | Premio    |
| Main Card                              | Main Card              | Main Card      | Main Card | Main Card         | Main Card                                   | Main Card | Main Card | Main Card |
| -------------------------------------- | ---------------------- | -------------- | --------- | ----------------- | ------------------------------------------- | --------- | --------- | --------- |
| Sfida valida per il titolo di campione | Pesi massimi           | Ryan Bader     | batte     | Fedor Emelianenko | KO (pugni)                                  | 1         | 0:35      | [ 1 ]     |
|                                        | Pesi piuma             | Henry Corrales | batte     | Aaron Pico        | KO (pugni)                                  | 1         | 1:07      |           |
|                                        | Pesi massimi           | Jake Hager     | batte     | J.W. Kiser        | Sottomissione (arm-triangle choke)          | 1         | 2:09      |           |
|                                        | Pesi gallo             | Juan Archuleta | batte     | Ricky Bandejas    | Decisione unanime (29–28, 29–28, 29–28)     | 3         | 5:00      |           |
|                                        | Pesi piuma             | Adel Altamimi  | batte     | Brandon McMahan   | Sottomissione (armbar)                      | 1         | 1:16      |           |
| Card Preliminare                       |                        |                |           |                   |                                             |           |           |           |
|                                        | Pesi welter            | Thor Skancke   | batte     | Jesse Merritt     | Sottomissione (north-south choke)           | 1         | 4:26      |           |
|                                        | Catchweight (160 lbs.) | Jesse Roberts  | batte     | AJ Agazarm        | Decisione non unanime (29–28, 28–29, 29–28) | 3         | 5:00      |           |
|                                        | Catchweight (137 lbs.) | Weber Almeida  | batte     | Odan Chinchilla   | KO (pugno)                                  | 1         | 3:04      |           |
|                                        | Pesi massimi           | Art Rivas      | batte     | Sean Johnson      | KO tecnico (ginocchiate e pugni)            | 1         | 4:30      |           |
|                                        | Pesi piuma             | Jay Jay Wilson | batte     | Tyler Beneke      | Sottomissione (rear-naked choke)            | 1         | 1:31      |           |
|                                        | Pesi gallo             | Ryan Lilley    | batte     | James Barnes      | KO (calcio alla testa)                      | 1         | 1:03      |           |
|                                        | Pesi welter            | Craig Plaskett | batte     | Ian Butler        | Decisione unanime (30–27, 30–27, 30–27)     | 3         | 5:00      |           |
|                                        | Pesi gallo             | Desmond Torres | batte     | Steve Ramirez     | Sottomissione (arm-triangle choke)          | 1         | 4:21      |           |
| Card Postliminare                      |                        |                |           |                   |                                             |           |           |           |
|                                        | Catchweight (190 lbs.) | Osman Diaz     | batte     | Christopher Reyes | KO tecnico (pugni)                          | 1         | 4:15      |           |
|                                        | Pesi leggeri           | David Pacheco  | batte     | Jorge Juarez      | KO tecnico (pugni)                          | 2         | 3:36      |           |